# Witold Gombrowicz
Witold Gombrowicz ([ˈvitɔld gɔmˈbrɔviʲitʂ] Małoszyce, 4 de agosto de 1904-Vence, 24 de julio de 1969) fue un novelista y dramaturgo polaco, nominado al Premio Nobel de Literatura en cuatro ocasiones consecutivas (1966—1969). Vivió durante 24 años en Argentina, a la que consideraba como su segunda patria.

## Biografía

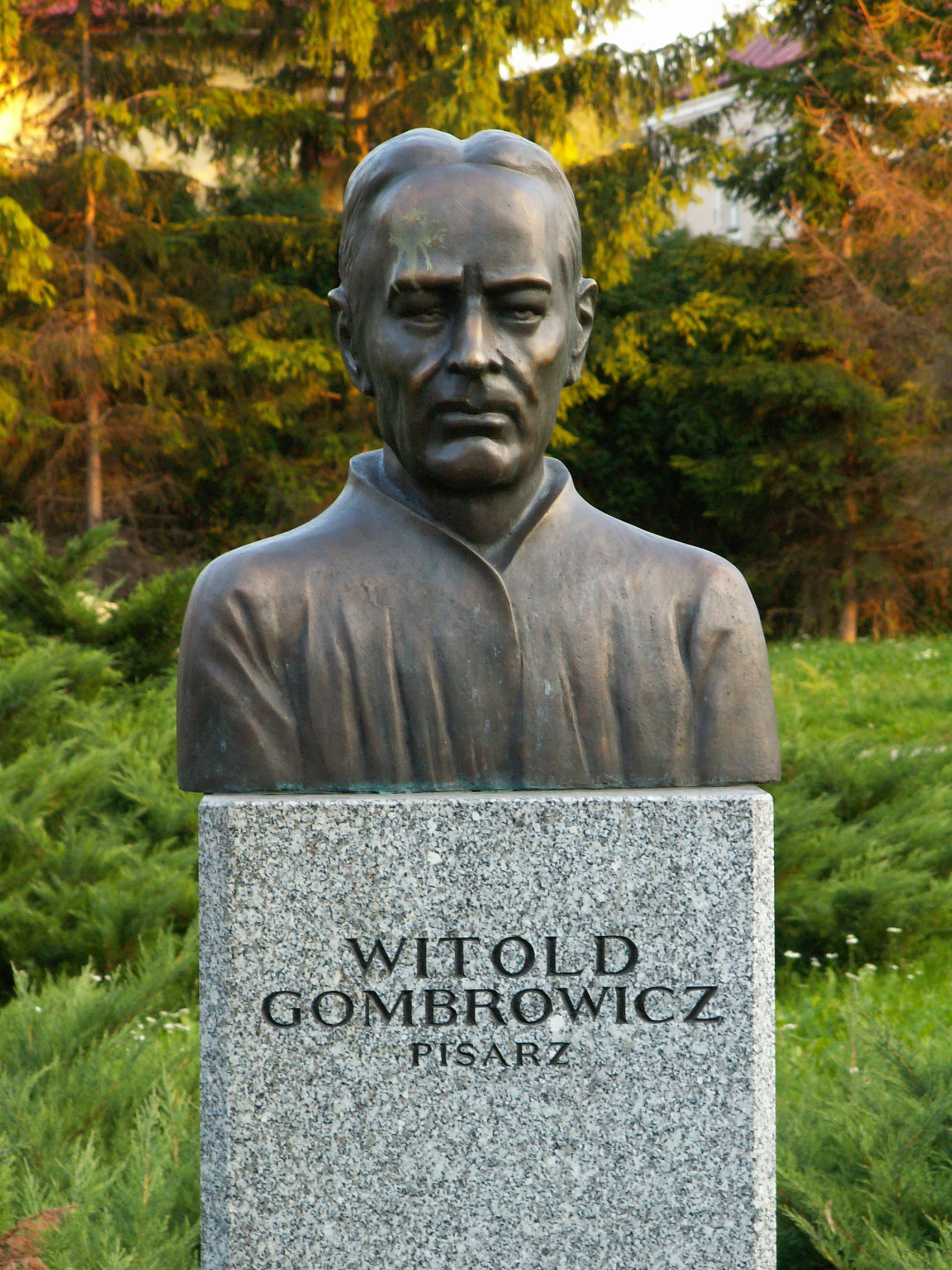
Busto de Witold Gombrowicz.

Witold Gombrowicz nació en el seno de una familia acomodada perteneciente a la nobleza polaca. Estudió Derecho en la Universidad de Varsovia desde 1926 hasta 1932. Por esta época, paralelamente, comienza a frecuentar los circuitos culturales de la ciudad, como los cafés Zodiak y Ziemiańska junto a otros jóvenes escritores e intelectuales. En 1933, Gombrowicz publica algunas historias cortas reunidas bajo el título de Memorias del período de la inmadurez obteniendo pobres críticas (Este libro será posteriormente reeditado, con el añadido de tres cuentos más, con el nuevo título de Bacacay o Bakakaï). Su primer éxito llega en 1937 con la novela Ferdydurke, que ganó notoriedad a raíz de la virulenta crítica dirigida a la parte nacionalista de la sociedad de Varsovia.
Algunos días antes del estallido de la II Guerra Mundial viaja, invitado con una embajada de escritores polacos, a la Argentina. Durante el viaje, Alemania invade repentinamente Polonia y ante los acontecimientos que se producían en Europa, Gombrowicz decide permanecer en Buenos Aires, donde vivirá, al comienzo, en condiciones de extrema pobreza. Por mediación de varios conocidos de su misma nacionalidad, acaba por obtener un trabajo en la sucursal argentina del Banco Polaco (es en las horas muertas en este puesto de trabajo donde, ocultándose de su jefe y compañeros, escribirá Transatlántico, como él mismo explica en el prólogo a la novela).

Yo fui a Argentina por pura casualidad, sólo por dos semanas, y si por un azar del destino la guerra no hubiese estallado durante esas dos semanas, habría regresado a Polonia, aunque no voy a ocultar que cuando la suerte fue echada y Argentina se cerró de golpe sobre mí, fue como si por fin me oyera a mí mismo. W. Gombrowicz. Diario, 1964

Hasta comienzos de 1963, Gombrowicz permanece en la Argentina, desempeñando diferentes ocupaciones (periodista, traductor, profesor de filosofía...) y congregando en torno suyo a un círculo de fieles escritores y artistas, como Jorge Rubén Vilela, Jorge Di Paola, Juan Carlos Gómez, Mariano Betelú, Carlos Mastronardi, Manuel Gálvez, Arturo Capdevila y Miguel Grinberg. Previamente, la traducción colectiva de Ferdydurke al castellano que realizó con sus camaradas del café Rex culminó en un lenguaje complejo, infantil y vanguardista al mismo tiempo: la publicó Editorial Argos en 1947, con prólogo del autor. La obra mereció los elogios de Ernesto Sabato, quien prologó la reedición argentina del libro para Editorial Sudamericana en 1964, sello que publicó Diario Argentino en 1967. Sus novelas y obras de teatro fueron censuradas en la Polonia comunista hasta finales de los años 1970; sin embargo, fueron publicadas en polaco por su amigo Jerzy Giedroyc, quien había creado en París, en 1950, una editorial llamada Kultura. Ya que muchos de los libros publicados por Kultura fueron objeto de contrabando dentro de Polonia, las obras de Gombrowicz llegaron a ser bien conocidas allí. 
A finales de los años 1950, la novela semiautobiográfica Transatlántico fue representada en París y recibida con interés por los críticos teatrales franceses, otorgando a Gombrowicz cierta dosis de fama. Durante esta época se comenzarán a publicar también sus extensos Diarios, en los que ofrece sus reflexiones sobre Argentina y apunta de forma más o menos velada su homosexualidad. En 1963 recibe una invitación de la Fundación Ford que le ofrece una estancia en Berlín, y en 1964 se establece en Royaumont, cerca de París, donde emplea a Rita Labrosse, una canadiense procedente de Montreal, como secretaria personal (con la que unos años más tarde contrae matrimonio). Unos meses después, se instala en Vence, cerca de Niza, donde transcurre la última etapa de su vida. Murió en 1969. En 2013 su viuda publicó Kronos, un diario íntimo del que no se tenía noticia, que contiene anotaciones de su vida sexual.

## Estilo
Las obras de Gombrowicz se caracterizan por un profundo análisis psicológico, un cierto sentido de paradoja, el absurdo, y su tono antinacionalista. En 1937 publica su primera novela, Ferdydurke, que presenta muchos temas que serán explorados y desarrollados en sus posteriores obras: los problemas de la Inmadurez y la juventud, la tendencia hacia la Forma, las máscaras que el hombre se coloca frente a los demás, y un crítico e irónico examen de los papeles de las clases en la sociedad y la cultura polacas, especialmente de la nobleza, representantes de la Iglesia católica y la provincianidad polaca. Ferdydurke provocó severas reacciones de crítica e inmediatamente dividió a la audiencia de Gombrowicz en devotos admiradores y acérrimos enemigos. En posteriores novelas (Pornografía, de 1960, primeramente traducida al castellano con el título de La Seducción; Cosmos, de 1967) continuará el análisis de estos problemas, desarrollando un estilo cada vez más libre, deudor al mismo tiempo de las vanguardias de principios del siglo XX (al igual que su amigo Bruno Schulz) y de los grandes escritores satíricos europeos (Rabelais, Laurence Sterne).
A pesar de su corta obra, Gombrowicz es uno de los escritores vanguardistas más importantes del siglo XX y ha sido comparado con Joyce y Kafka. Corrosivo y tragicómico, siempre fue crítico con toda forma de identidad colectiva, que veía como una imposición injusta - aunque inevitable - sobre el individuo y su libertad. Así, la identidad nacional resultó uno de sus principales enemigos y atacó satíricamente las tradiciones polacas, la historia del país y su literatura. Sin embargo, es este mismo conflicto con sus orígenes lo que constituye el punto de inicio de sus historias, que a la vez que ineludiblemente modernas permanecen así enraizadas en la tradición y la historia polacas.

## Obras
Novelas
- Ferdydurke - 1937
- Los Hechizados -  1939
- Transatlántico - 1953
- Pornografía -  1960
- Cosmos - 1967

Cuentos
- Memorias del período de la inmadurez - 1933, reeditado en 1957 como Bacacay, con tres cuentos adicionales.

Teatro
- Slub (La Boda) - 1953
- Yvonne, Princesa de Borgoña - 1958

Ensayos
- Diario argentino - 1968
- Diarios (1953 — 1969)
- Contra los Poetas - conferencia editada en 2009 ISBN 9788495363480
- Kronos* - Diario íntimo póstumo con anotaciones de su vida sexual. - 2013 Wydawnictwo Literackie.

### Traducciones
Las obras de teatro y novelas de Gombrowicz han sido traducidas al inglés, francés, alemán, catalán, español, japonés, checo y rumano.

#### Novelas
- Transatlántico. Editorial Anagrama, colección Panorama de Narrativas, número 75. Primera edición, 1986

### Testimonios de Argentina
- Evocando a Gombrowicz por Miguel Grinberg - Editorial Galerna, Buenos Aires, 2003 - ISBN 950-556-457-0 *